# Reflexo de Galant
Reflexo de Galant, ou reflexo de encurvação troncular, é um reflexo do recém-nascido, batizado em homenagem ao neurologista Johann Susmann Galant. É obtido segurando o recém-nascido em suspensão ventral (de bruços) e acariciando ao longo de um lado da coluna vertebral. A reação normal é o recém-nascido realizar flexão lateral em direção ao lado estimulado.